# Conchiglia (araldica)
In araldica la conchiglia è simbolo del pellegrinaggio cristiano.

## Rappresentazione
La conchiglia è rappresentata bivalva, quasi circolare, vista dall'alto, fornita in alto ai lati della cerniera delle due valve di due appendici quasi triangolari dette orecchie, talché la conchiglia si dice orecchiata. Dove le "orecchie" mancassero, si blasona come conchiglia di San Michele.
In rari casi è rappresentata di profilo, con le valve aperte e rivolte verso destra: in questi casi, la si descrive blasonandola e definendola bivalva.
Una conchiglia particolare è la cosiddetta conchiglia di Santiago che è quella che viene consegnata ai pellegrini che hanno fatto il cammino di Santiago, cioè hanno percorso a piedi la strada che porta dal confine francese al santuario di Santiago di Compostela.
Si trovano frequentemente anche conchiglie di altre specie naturali, che non hanno particolari significati simbolici.

Conchiglia di Santiago (stemma di Buttwil, Svizzera)
Croce caricata di cinque conchiglie (Cartigny, Svizzera)
Croce caricata di quattro conchiglie (Goumoens-le-Jux, Svizzera)
Capo caricato di tre conchiglie (famiglia Benso)
Capo caricato di tre conchiglie (Sévery, Svizzera)
Banda caricata di una conchiglia (Senarclens, Svizzera)
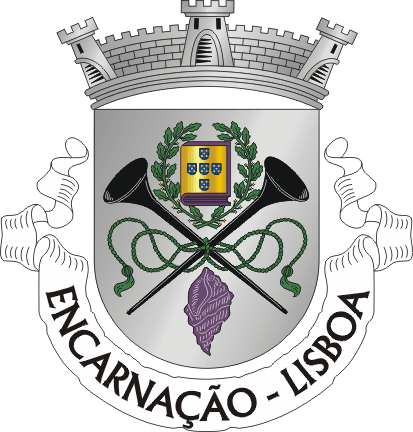
Conchiglia (Encarnação (Lisbona), Portogallo)
Conchiglia di ammonite (Hülben, Germania)
Conchiglia di rosso (Frauenneuharting, Germania)

## Attributi araldici
- Concava, blasonata come conchiglia di San Giacomo[2], se mostra la parte interna
- Convessa se mostra il dorso, e in questo caso non si blasona